# Alfonso Domínguez
Pour le footballeur uruguayen, voir Alfonso Enrique Domínguez.
Alfonso Domínguez Guíñez (né au Chili le 18 décembre 1916 à Santiago et mort le 23 avril 1973 dans la même ville,) est un joueur de football international chilien, qui jouait en tant qu'avant-centre.

## Biographie
Considéré comme un des premiers grands buteurs du club de Colo-Colo. Il est connu pour avoir terminé meilleur buteur du championnat du Chili en 1939 et 1944. En 1939, année du 2e titre de champion chilien du club, sur les 91 buts inscrits par le club, Domínguez en inscrit 32 en 24 matchs, lors d'une saison riche en buts avec par exemple, un 9-1 contre Magallanes, un 7-1 contre l'Audax Italiano et un 7-0 contre Bádminton. Cette époque est également le début au club sur le banc de Francisco Platko, qui change le style de jeu de Colo-Colo.
En 1944, il inscrit au cours de la saison 19 buts, à égalité avec Juan Alcántara de l'Audax Italiano, ce qui font d'eux les meilleurs buteurs du championnat.
Alfonso Domínguez part ensuite rejoindre le club de l'Universidad de Chile puis l'Unión Española.

## Palmarès
| Distinction                              | Année |
| ---------------------------------------- | ----- |
| Goleador de la Primera División de Chile | 1939  |
| Goleador de la Primera División de Chile | 1944  |